# Court Ridge
Court Ridge är en bergstopp i Antarktis. Den ligger i Västantarktis. Inget land gör anspråk på området. Toppen på Court Ridge är 181 meter över havet.
Terrängen runt Court Ridge är varierad. Trakten är obefolkad. Det finns inga samhällen i närheten.